# Montorfano
Montorfano (lombardul: Montòrfen) település Olaszországban, Lombardia régióban, Como megyében. Lakosainak száma 2511 fő (2023. január 1.). Montorfano Albese con Cassano, Capiago Intimiano, Orsenigo, Alzate Brianza, Lipomo és Tavernerio községekkel határos.

## Népesség
A település lakossága az elmúlt években az alábbi módon változott:
| Lakosok száma | 2578 | 2567 | 2511 |
|               | 2017 | 2018 | 2023 |